# Sierre (stacja kolejowa)
Sierre (fra: Gare de Sierre) – stacja kolejowa w Sierre, w kantonie Valais, w Szwajcarii. Stacja znajduje się na trasie Kolei Simplońskiej.

## Historia
Stacja została otwarta w 1873 roku przez Compagnie de la Ligne d'Italie. Sama linia kolejowa została otwarta wcześniej 15 kwietnia 1868. W 1996 stacja została zmodernizowana i rozbudowana.

## Linie kolejowe
- Kolej Simplońska